# 右京塚神社
右京塚神社（うきょうづかじんじゃ）は、千葉県鎌ケ谷市右京塚にある神社である。
通称三塚さん、三塚様といわれる。その由来はこの社の南側に三基の塚があったことから発しているが、そのうちの二基は十年以上前に破壊され、現在はそのうちの一基しか残されていない。

## 祭神
- 宇迦之御魂神

## 祭事・年中行事
元日午前0時には、初詣参拝客に甘酒が振舞われる。また毎年11月23日（勤労感謝の日）には境内に設置される舞台で、地元老人会による舞踊、カラオケなどの演芸が行われる。

## 境内社
- 三峯神社
- 富士塚
- 夫婦稲荷（2015年7月建立[4]）

## 交通
- 東武野田線（東武アーバンパークライン）鎌ヶ谷駅から徒歩12分。
- 京成松戸線初富駅から徒歩15分。

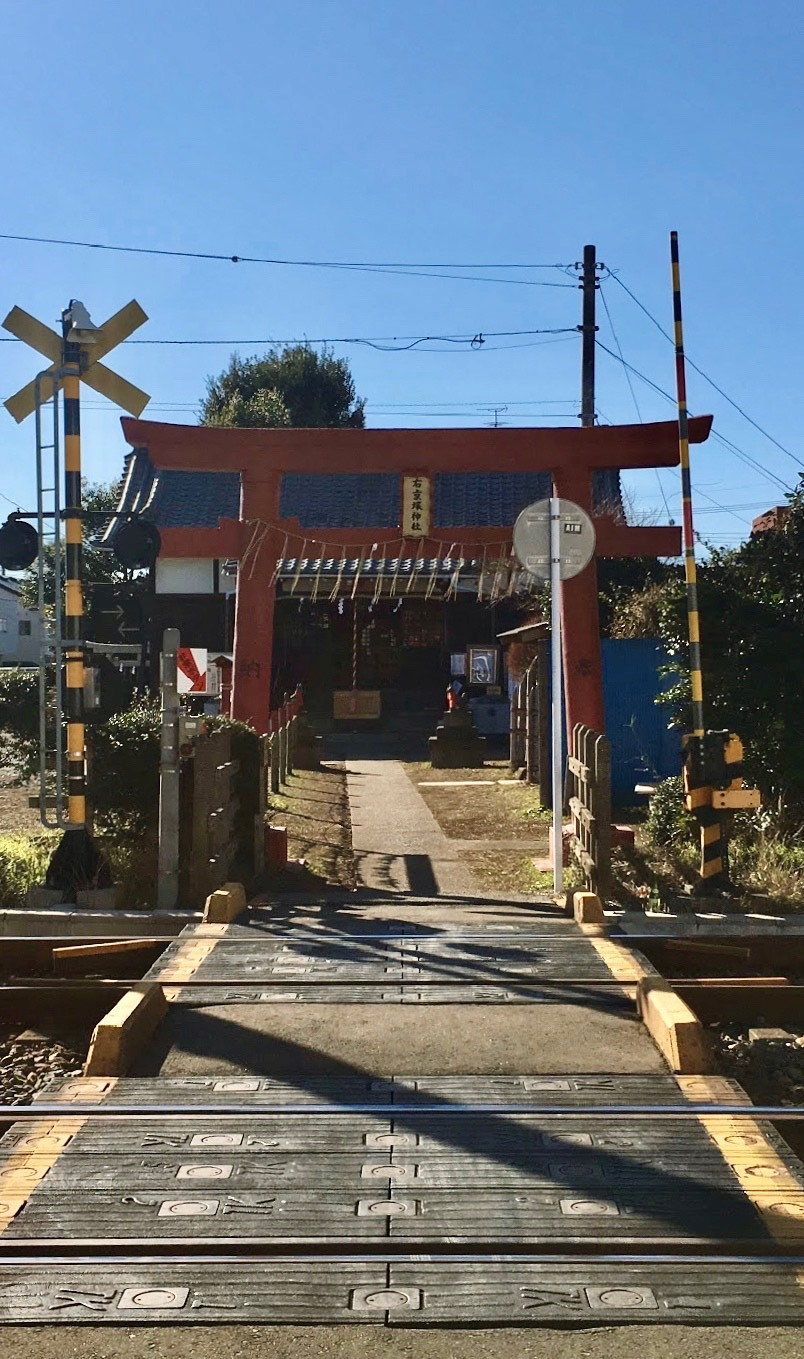
京成松戸線の踏切越しに見る右京塚神社